# Centrum Wielokulturowe w Warszawie
Centrum Wielokulturowe w Warszawie – instytucja założona w 2014 roku, zajmująca się promocją różnorodności, otwartości i tolerancji, pomocą dla uchodźców i imigrantów, działająca od 2015 roku na warszawskiej Pradze przy placu Hallera.

## Historia i współczesność
Centrum Wielokulturowe powstało w grudniu 2014 roku jako rezultat współpracy organizacji pozarządowych działających na rzecz migrantów i Urzędu m.st. Warszawy. Jego koncepcję opracowano podczas prac nad Programem Rozwoju Kultury do 2020 roku. Centrum Wielokulturowe zaplanowano jako siedzibę dla organizacji skupiających cudzoziemców i działających na rzecz migrantów i wielokulturowości na terenie stolicy Pilotaż centrum był czteroletnim projektem Fundacji Inna Przestrzeń, następnie zaś powołano Fundację na rzecz Centrum Wielokulturowego, która prowadziła Centrum w latach 2014–2017. W następnych latach operatorami Centrum Wielokulturowego zostały Stowarzyszenie na rzecz Rozwoju Społeczeństwa Obywatelskiego „Pro Humanum”, Polsko-Ukraińska Izba Gospodarcza, Fundacja Ormiańska oraz Fundacja dla Somalii. Obecnie są to, oprócz trzech pierwszych organizacji, także Fundacja Dom Otwarty oraz Fundacja Centrum Integracji i Edukacji Pozytywnej Nastawieni na Rozwój. 
Siedzibę centrum przy placu Hallera na warszawskiej Pradze otwarto w 2015 roku. Centrum przedstawia się jako miejsce aktywności lokalnej, „drugi dom dla imigrantów i lokalnej społeczności”, przedstawiający różnorodną ofertę edukacyjną, kulturalną, doradczo-informacyjną oraz hobbystyczną. Celem działania centrum jest wsparcie integracji międzykulturowej i obywatelskiej warszawiaków i warszawianek. Przy centrum funkcjonuje Rada Programowa składająca się z przedstawicieli NGO, a także instytucji samorządowych. Stałym gościem Rady są przedstawiciele UNHCR.
Organizacja oferuje kursy języka polskiego dla cudzoziemców oraz języka angielskiego dla cudzoziemców i mieszkańców Warszawy, pomoc psychologiczną, porady prawne, lekcje wielokulturowe, a także doradztwo zawodowe. Przy centrum działa również Punkt Białoruski, oferujący od 2020 roku pomoc Białorusinom, którzy musieli opuścić swój kraj.